# Тайга
Тайга́ — биом, характеризующийся преобладанием хвойных лесов, образованных в основном бореальными видами ели, пихты, лиственницы и сосны. Словом «тайга» обозначают также одну из географических подзон северного умеренного пояса. В неарктическом сегменте (Северная Америка) тайгу называют «северным лесом» или «снежным лесом».

## История термина
Впервые подробный анализ понятия «тайга» дал в 1898 году русский ботаник П. Н. Крылов, который определил тайгу как темнохвойный бореальный сомкнутый лес и противопоставил её сосновому бору, лиственничным, сосновым и мелколиственным лесам. Э. М. Мурзаев пишет об изначальной принадлежности горно-алтайского «тайка́» к понятию «горная местность», что в свою очередь свидетельствует о его древнетюркском происхождении.

## Расположение тайги

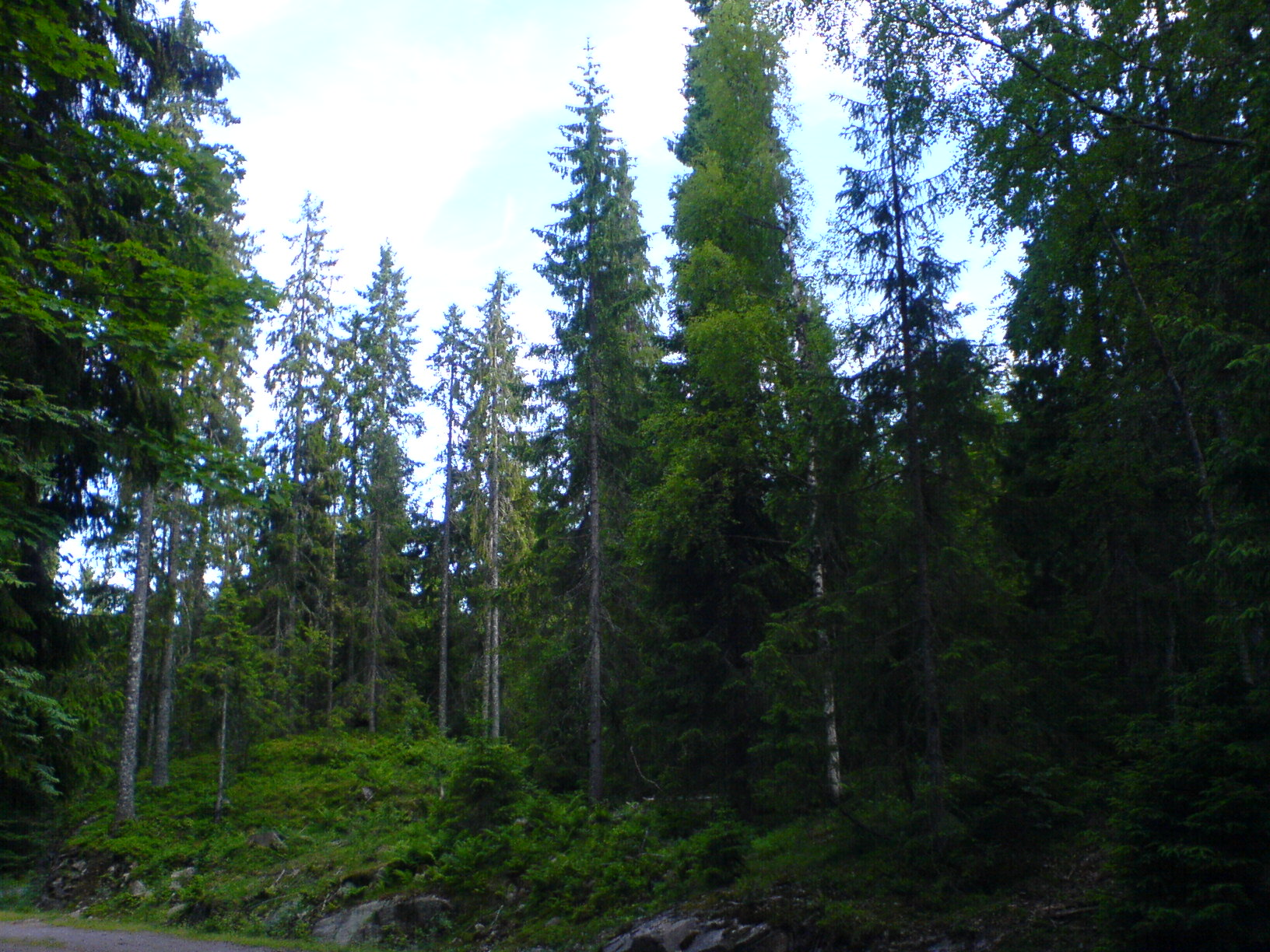
Таёжный лес в Норвегии

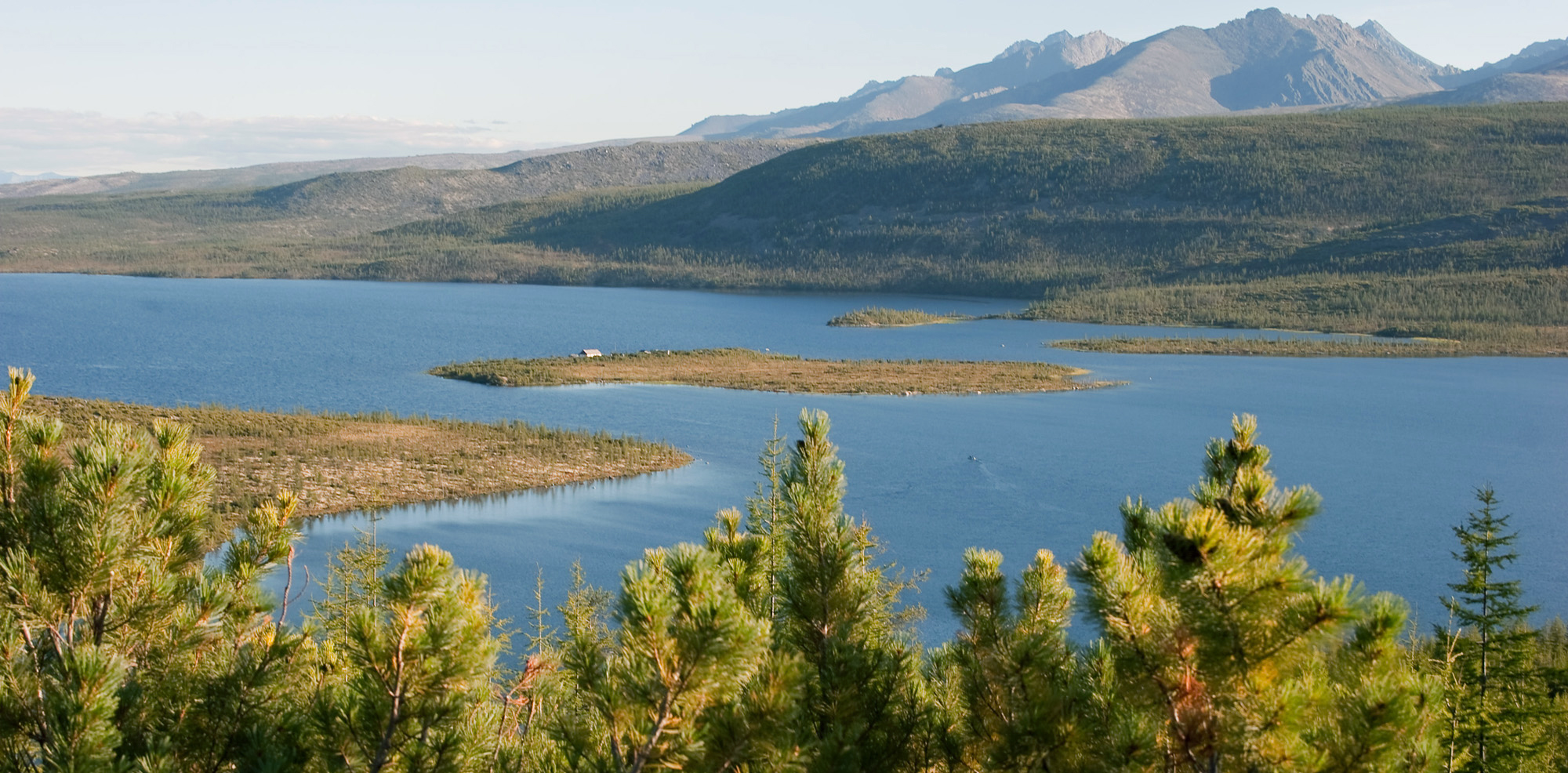
Озеро Джека Лондона в лиственничной тайге с подлеском из кедрового стланика. Магаданская область

Тайга располагается в умеренно влажной географической зоне. Основой растительной жизни тайги являются хвойные деревья. Для тайги характерны болота — ими покрыты северная Сибирь и материковые части Канады.
Тайга — крупнейший сухопутный биом в мире, её площадь составляет 15 млн км². Тайга — самая большая по площади ландшафтная зона России. Её ширина в Европейской части достигает 800 км, а в Западной и Восточной Сибири — 2150 км. Таёжные зоны России стали формироваться ещё до наступления ледников.
В Европе таёжные леса занимают практически весь Скандинавский полуостров и Финляндию. В России южная граница тайги проходит примерно через Псков, Ярославль, Нижний Новгород, Екатеринбург, Томск, Читу, Комсомольск-на-Амуре и средний Сихотэ-Алинь на Дальнем Востоке, где её сменяют смешанные леса. Большая часть Западной и Восточной Сибири, Дальнего Востока, горные массивы Северного и Среднего Урала, Алтая, Саян, Прибайкалья, северного Сихотэ-Алиня, северного Большого Хингана покрыты таёжными лесами.
Тайга делится (в направлении от юга на север) на три подзоны по характеру растительности: южную, среднюю и северную. В северной тайге доминируют относительно невысокие и разреженные лиственницы и ели, иногда сосны, в средней тайге растут в основном зеленомошные ельники, ельники-черничники и ряд типов сосняков, в Восточной Сибири - лиственничники, нередко с примесью сосны, ели и некоторых других деревьев. В наиболее благоприятных местообитаниях средней тайги появляется пихта, а изредка даже некоторые широколиственные деревья (липа, вяз, клён). Растительность южной тайги значительно более разнообразна.
Крайняя южная граница тайги находится на 42-й параллели (северная часть острова Хоккайдо в Японии), крайняя северная — вплоть до 72-й параллели (Таймыр). По широтной протяжённости это одна из наиболее протяжённых климатических зон мира.

## Флора

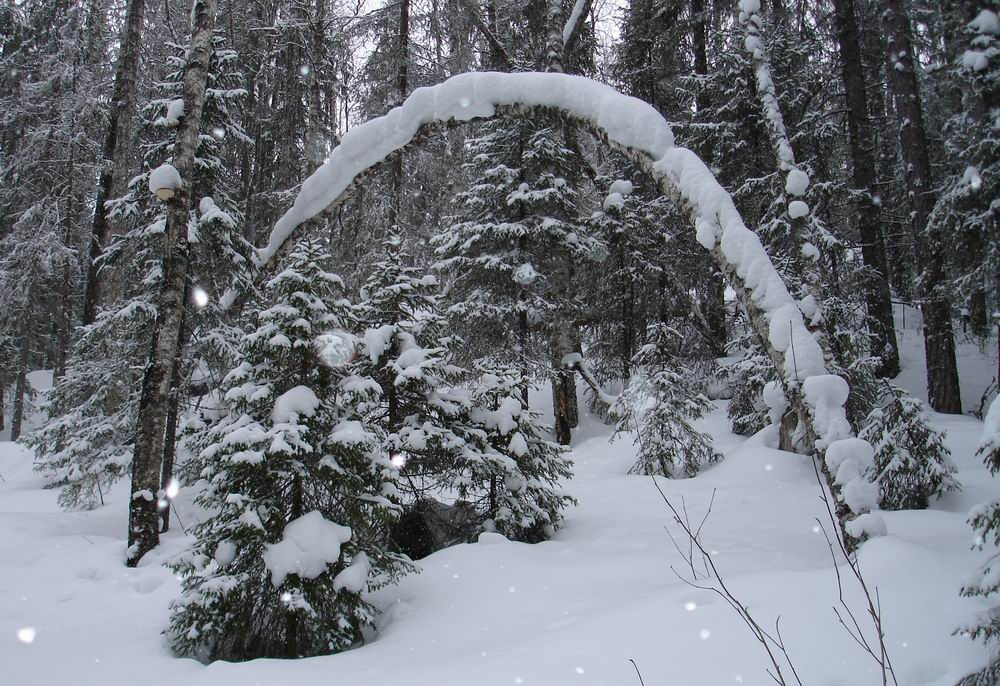
Пинежский лес

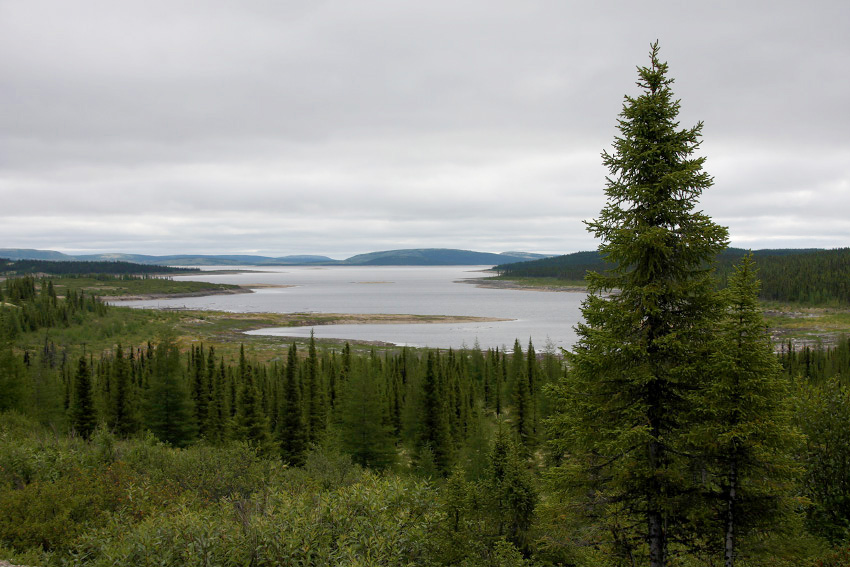
Вид на вдхр. Каниаписко со стороны региона Кот-Нор (провинция Квебек, Канада)

Тайге свойственно отсутствие или слабое развитие подлеска (так как в лесу мало света), а также однообразие травяно-кустарникового яруса и мохового покрова («зелёные мхи»). Виды кустарников (можжевельник, жимолость, смородина и др.), кустарничков (черника, брусника и др.) и трав (кислица, грушанка) немногочисленны как в Евразии, так и в Северной Америке.
На севере Европы (Финляндия, Швеция, Норвегия, Россия) преобладают еловые леса, в Северной Америке (Канада, Аляска) — еловые леса с примесью лиственницы американской. Для тайги Урала характерны светлохвойные леса из сосны обыкновенной. В Сибири и на Дальнем Востоке господствует редкостойная лиственничная тайга с подлеском из кедрового стланика, рододендрона даурского и других растений.

## Фауна
Животный мир тайги богаче и разнообразнее, чем тундры, но беднее фауны широколиственных и смешанных лесов. Широко распространены рысь, росомаха, волк, лиса, бурый медведь, выдра, соболь, ласка, горностай и др.; многочисленны зайцы, бурозубки, грызуны: бобры, бурундуки, мыши, полёвки, белки и летяги. Из копытных встречаются северный и благородный олень, лось, косуля, кабарга (в Сибири), лесной бизон (в Канаде) и вапити (в Северной Америке и на Дальнем Востоке).
Во многие участки тайги проникают лесные и лесолуговые виды, свойственные преимущественно лиственным лесам с менее суровым климатом: кутора, европейский ёж, заяц-русак, желтогорлая, лесная и полевая мыши, мышь-малютка, обыкновенная полёвка, куница, чёрный хорь, норка, благородный олень, косуля. Эндемичны для сибирской тайги соболь, лесной лемминг, алтайский крот, плоскочерепная, темнозубая, крошечная бурозубки.
В тайге гнездится более 300 видов птиц. Обычны глухарь, обыкновенный рябчик, кедровка, клесты, несколько видов дятлов и сов. Такие таёжные виды птиц, как сибирский дрозд, белошейная зонотрихия, зелёный лесной певун, на зиму мигрируют на юг. Для тайги Северной Америки типичны американские виды тех же родов, что и в Евразии (канадская рысь, американский соболь, соболевидная куница, американский заяц, пенсильванская полёвка).
Для распространения холоднокровных животных морозные зимы в тайге составляют существенное препятствие. Пресмыкающиеся практически отсутствуют (в Евразии встречаются три вида — обыкновенная гадюка, подвязочная змея обычная и живородящая ящерица), из земноводных распространены сибирский углозуб, саламандры, лесная лягушка, леопардовая лягушка, американская жаба. Насекомые многочисленны (в Канаде встречается около 32 000 видов насекомых); обилен гнус.
В таёжном лесу по сравнению с лесотундрой условия для жизни животных благоприятнее. Здесь больше оседлых животных. Нигде в мире, кроме тайги, не водится столько пушных зверей.
В зимний период подавляющее число видов беспозвоночных, все земноводные и пресмыкающиеся, а также некоторые виды млекопитающих погружаются в анабиоз и зимнюю спячку, снижается активность ряда других животных.
Изменение тайги человеком (вырубка, пожары, разработка полезных ископаемых) вызывает существенные изменения фауны — сокращение численности традиционных видов, внедрение новых (тетерев, обыкновенный хомяк).

## Типы тайги

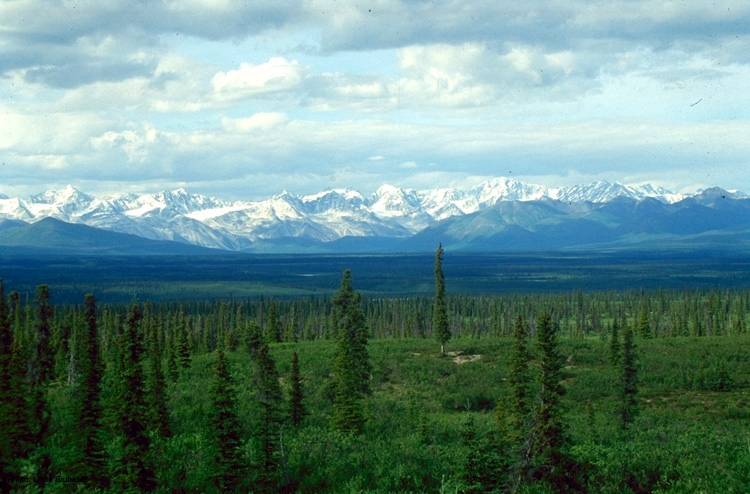
Темнохвойная тайга из сизой ели, Аляска

По видовому составу различают светлохвойную (сосна обыкновенная, некоторые американские виды сосны, лиственницы сибирская и даурская) и более характерную и распространённую темнохвойную тайгу (ель, пихта, кедровая сосна). Древесные породы могут образовывать чистые (еловые, лиственничные) и смешанные (елово-пихтовые) древостои.
Почва, как правило, дерново-подзолистая. Увлажнённость достаточная. Содержание гумуса — 1—6 %.

## Охрана тайги

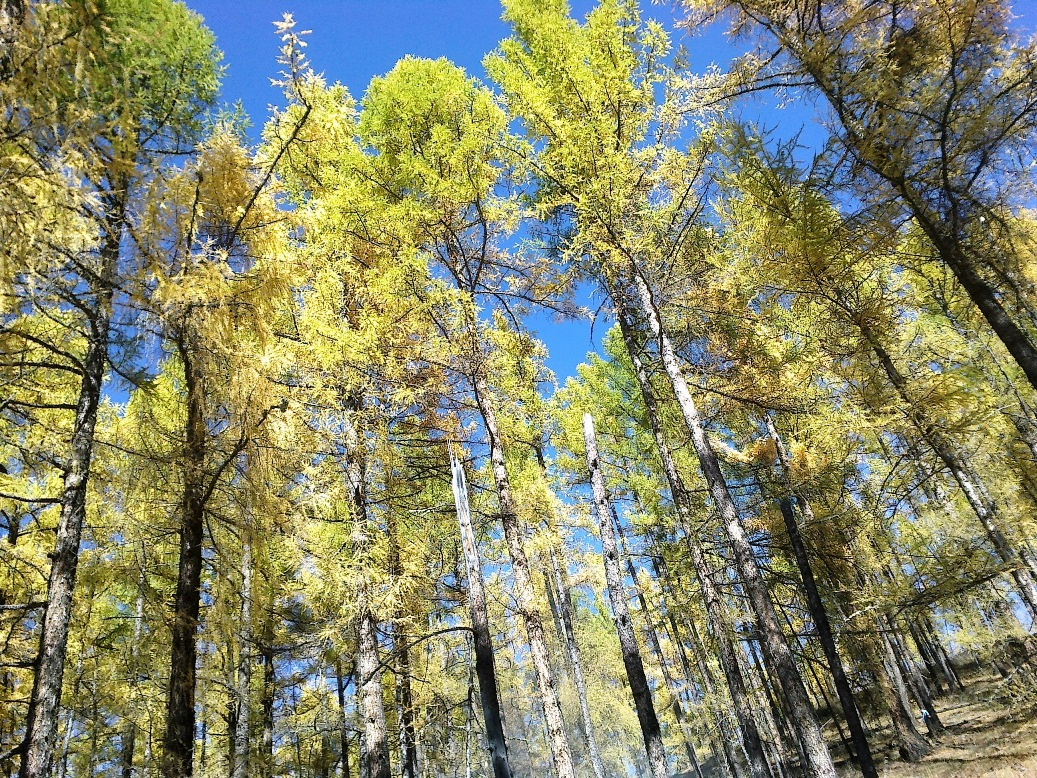
Осенняя лиственничная тайга в горах Восточных Саян (Бурятия)

Тайгу Евразии, главным образом массивы сибирской тайги, называют «зелёными лёгкими планеты» (по аналогии с тропическими дождевыми лесами).
Для охраны и изучения типичных и уникальных природных ландшафтов тайги в Северной Америке и Евразии создан ряд заповедников и национальных парков, в том числе Вуд-Баффало, Баргузинский заповедник и др.
В тайге сосредоточены запасы промышленной древесины, открыты и разрабатываются крупные месторождения полезных ископаемых (уголь, нефть, газ и др.)
Традиционные занятия населения — охота на пушного зверя, сбор лекарственного сырья, дикорастущих плодов, орехов, ягод и грибов, рыболовство, лесопромысловое хозяйство (добыча и обработка древесины), скотоводство.